# Belgique au Concours Eurovision de la chanson 2007
La Belgique a participé au Concours Eurovision de la chanson 2007 ayant lieu à Helsinki, en Finlande. C'est la 49e participation belge au Concours Eurovision de la chanson.
Le pays est représenté par le groupe KMG's et la chanson Love Power, sélectionnés en interne par la Radio-télévision belge de la Communauté française (RTBF).

## Sélection interne
Le radiodiffuseur belge pour les émissions francophones, la RTBF, sélectionne en interne l'artiste et la chanson représentant la Belgique au Concours Eurovision de la chanson 2007.
Lors de cette sélection, c'est le groupe KMG's, du nom entier Krazy Mess Groovers, et la chanson Love Power qui furent choisis.
| Ordre | Artiste | Chanson    | Traduction      | Langue  |
| ----- | ------- | ---------- | --------------- | ------- |
| 1     | KMG's   | Love Power | Pouvoir d'amour | Anglais |

## À l'Eurovision

### Points attribués par la Belgique

#### Demi-finale
| 12 points | Turquie  |
| 10 points | Pays-Bas |
| 8 points  | Lettonie |
| 7 points  | Hongrie  |
| 6 points  | Slovénie |
| 5 points  | Chypre   |
| 4 points  | Serbie   |
| 3 points  | Portugal |
| 2 points  | Bulgarie |
| 1 point   | Géorgie  |

### Points attribués à la Belgique

#### Demi-finale
| 12 points | 10 points | 8 points | 7 points   | 6 points |
| --------- | --------- | -------- | ---------- | -------- |
| - Géorgie |           |          |            |          |
| 5 points  | 4 points  | 3 points | 2 points   | 1 point  |
|           |           |          | - Pays-Bas |          |

Lors de la demi-finale, les KMG's interprètent Love Power en 24e position, après l'Estonie et avant la Slovénie. Au terme du vote de la demi-finale, la Belgique termine 26e sur 28 pays avec 14 points. La Belgique n'ayant pas terminé parmi les dix premiers pays, elle n'est pas qualifiée pour la finale.